# Еміліо Бадіні
Еміліо Бадіні (італ. Emilio Badini, нар. 4 серпня 1897, Росаріо — пом. 5 серпня 1956, Болонья) — італійський футболіст аргентинського походження, що грав на позиції півзахисника.
Виступав, зокрема, за клуб «Болонья», а також національну збірну Італії.

## Клубна кар'єра
У дорослому футболі дебютував 1913 року виступами за «Болонью», в якій провів вісім сезонів, взявши участь у 38 матчах чемпіонату. У складі «Болоньї» був одним з головних бомбардирів команди, маючи середню результативність на рівні 0,63 голу за гру першості. Його старший брат Анджело Бадіні і молодші брати Чезаре Бадіні і Аугусто Бадіні також грали за «Болонью». Для того, щоб відрізнити їх, Анджело називали Бадіні I, Еміліо — Бадіні II, Чезаре — Бадіні III, а Аугусто — Бадіні IV.
Протягом 1921—1922 років захищав кольори команди клубу СПАЛ.
Завершив професійну ігрову кар'єру через травму у клубі «Віртус Болонья», за який виступав протягом 1922—1923 років.

## Виступи за збірну
31 серпня 1920 року дебютував в офіційних матчах у складі національної збірної Італії проти збірної Норвегії (2:1) на Олімпійських іграх 1920 року в Антверпені та забив переможний гол в додатковий час. Через два дні Бадіні взяв участь у грі проти іспанців, де Італія поступилась 0:2 і припинила боротьбу. Цей матч був останнім для Еміліо, який незважаючи на це став першим гравцем «Болоньї», що виступав за збірну Італії.
Помер 5 серпня 1956 року на 60-му році життя у місті Болонья.
| Дата      | Місто     | Господарі | Результат  | Гості   | Турнір  | Голи | Примітки |
| --------- | --------- | --------- | ---------- | ------- | ------- | ---- | -------- |
| 31-8-1920 | Антверпен | Норвегія  | 1 – 2 д.ч. | Італія  | ОІ 1920 | 1    |          |
| 2-9-1920  | Антверпен | Італія    | 0 – 2      | Іспанія | ОІ 1920 | -    |          |
| Усього    |           | Матчів    | 2          |         | Голів   | 1    |          |